# العلاقات الأنغولية البلجيكية
العلاقات الأنغولية البلجيكية هي العلاقات الثنائية التي تجمع بين أنغولا وبلجيكا.

## مقارنة بين البلدين
هذه مقارنة عامة ومرجعية للدولتين:
| وجه المقارنة                                              | أنغولا           | بلجيكا                                                                              |
| --------------------------------------------------------- | ---------------- | ----------------------------------------------------------------------------------- |
| المساحة (كم2)                                             | 1.25 مليون       | 30.53 ألف                                                                           |
| عدد السكان (نسمة)                                         | 29.78 مليون      | 11.37 مليون                                                                         |
| الكثافة السكانية (ن./كم²)                                 | 23.82            | 372.42                                                                              |
| العاصمة                                                   | لواندا           | بروكسل                                                                              |
| اللغة الرسمية                                             | اللغة البرتغالية | اللغة الهولندية، لغة فرنسية، اللغة الألمانية                                        |
| العملة                                                    | كوانزا أنغولي    | يورو، فرنك بلجيكي                                                                   |
| الناتج المحلي الإجمالي (بليون دولار)                      | 124.21 مليار     | 492.68 مليار                                                                        |
| الناتج المحلي الإجمالي (تعادل القوة الشرائية) بليون دولار | 184.83 مليار     | 514.74 مليار                                                                        |
| الناتج المحلي الإجمالي الاسمي للفرد دولار أمريكي          | 4.10 ألف         | 40.32 ألف                                                                           |
| الناتج المحلي الإجمالي للفرد دولار أمريكي                 |                  | 43.44 ألف                                                                           |
| مؤشر التنمية البشرية                                      | 0.533            | 0.890                                                                               |
| رمز المكالمات الدولي                                      | +244             | +32                                                                                 |
| رمز الإنترنت                                              | .ao              | .be                                                                                 |
| المنطقة الزمنية                                           | ت ع م+01:00      | توقيت وسط أوروبا، ت ع م+01:00، ت ع م+02:00، توقيت وسط أوروبا الصيفي، أوروبا/بروكسل ‏ |

## منظمات دولية مشتركة
يشترك البلدان في عضوية مجموعة من المنظمات الدولية، منها:
| علم المنظمة | اسم المنظمة                        | تاريخ انضمام أنغولا | تاريخ انضمام بلجيكا |
| ----------- | ---------------------------------- | ------------------- | ------------------- |
|             | البنك الإفريقي للتنمية             | ?                   | ?                   |
|             | منظمة الشرطة الجنائية الدولية      | ?                   | ?                   |
|             | منظمة التجارة العالمية             | ?                   | ?                   |
|             | منظمة حظر الأسلحة الكيميائية       | ?                   | ?                   |
|             | مؤسسة التمويل الدولية              | 19 سبتمبر 1989      | 27 ديسمبر 1956      |
|             | يونسكو                             | 11 مارس 1977        | 29 نوفمبر 1946      |
|             | البنك الدولي للإنشاء والتعمير      | 19 سبتمبر 1989      | 27 ديسمبر 1945      |
|             | مؤسسة التنمية الدولية              | 19 سبتمبر 1989      | 2 يوليو 1964        |
|             | الأمم المتحدة                      | 1 ديسمبر 1976       | 27 ديسمبر 1945      |
|             | وكالة ضمان الاستثمار متعدد الأطراف | 19 سبتمبر 1989      | 18 سبتمبر 1992      |
|             | الاتحاد الدولي للاتصالات           | 13 أكتوبر 1976      | 1866                |
|             | الاتحاد البريدي العالمي            | ?                   | ?                   |

## أعلام
هذه قائمة لبعض الشخصيات التي تربطها علاقات بالبلدين:
- إيغور فيتوكيلي (لاعب كرة قدم بلجيكي، 23 مارس 1992 – )
- دولي مينغا (لاعب كرة قدم بلجيكي، 2 مايو 1993[20] – )
- كلينتون ماتا (لاعب كرة قدم بلجيكي، 7 نوفمبر 1992[21] – )
- لويس بيدرو كافاندا (لاعب كرة قدم، 2 يناير 1991[22] – )
- مانويل بينسون (لاعب كرة قدم بلجيكي، 28 مارس 1997[23] – )

## وصلات خارجية
- موقع وزارة الخارجية الأنغولية
- موقع وزارة الخارجية البلجيكية